# Pallavolo ai Giochi della solidarietà islamica 2013
Il torneo maschile di pallavolo ai Giochi della solidarietà islamica 2013 si è disputato durante la III edizione dei Giochi della solidarietà islamica, che si è svolta a Palembang nel 2013.

## Podi
| Evento                        | Oro  | Argento | Bronzo  |
| Pallavolo maschile (dettagli) | Iran | Egitto  | Turchia |